# Östlicher Baray

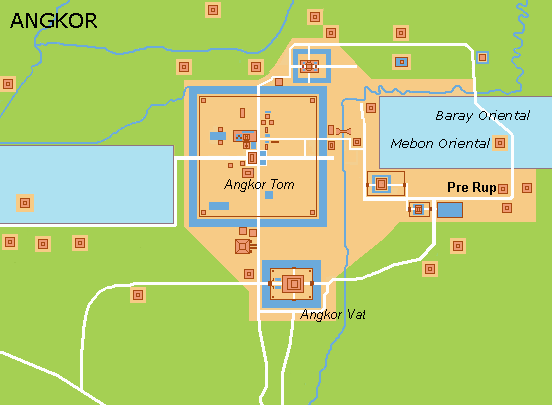
Östlicher Baray in seiner früheren Funktion in der Abbildung rechts

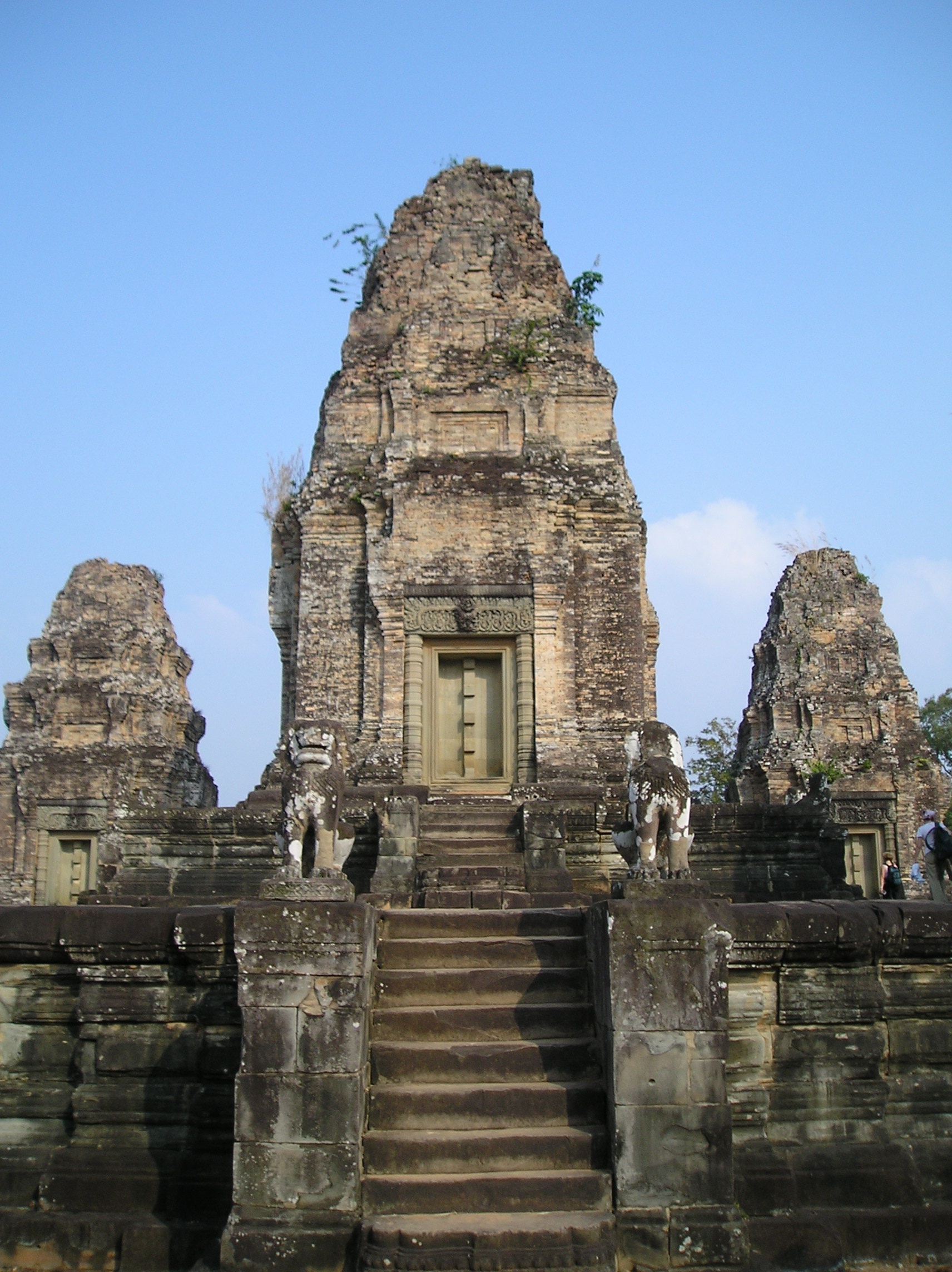
Zentraler Prasat des östlichen Mebon

Der östliche Baray ist ein ehemaliges Wasserreservoir des Khmer-Reichs und Teil der Welterbestätte Angkor (Provinz Siem Reap, Kambodscha). In diesem riesigen Wasserbecken, das von Yasovarman I. (889–910) erbaut wurde, ließ Rajendravarman II. (944–968) auf einer künstlichen Insel einen Tempel, den Östlichen Mebon errichten. Der Baray ist heute ausgetrocknet und der einstige Insel-Tempel steht nun inmitten der Reisfelder.

## Geschichte
Als Yasovarman I. 889 König des Khmer-Reichs wurde, erteilte er den Auftrag, den 7,5 km × 1,83 km großen östlichen Baray und eine neue Hauptstadt zu erbauen. Das Reservoir, das die Wasser-Versorgung für die neue Hauptstadt Yasodharapura und die Landwirtschaft sichern und auch den Fluss Roluos regulieren sollte, wurde Yasodharatataka, das „Wasserbecken von Yasodhara“ genannt. Zhou Daguan, der als Mitglied einer chinesischen Delegation von 1296 bis 1297 in Angkor lebte, nannte den Baray (in seiner Schrift über das Leben in Angkor im 13. Jahrhundert) „östlicher See“.

## Östlicher Baray
Der Baray war präzis von Westen nach Osten ausgerichtet. An seinen Ecken wurden Stelen mit Inschriften in Sanskrit aufgestellt, welche den östlichen Baray unter den Schutz von Ganga stellten, der heiligen Personifizierung des Ganges. Der Fluss Roluos speiste das Reservoir über einen Kanal von Nordosten aus. Ein hoher Erddamm, der mit Laterit verkleidet war, bildete das Staubecken. Bei einem Pegelstand von 4 m enthielt das Becken 55 Millionen Kubikmeter Wasser. Andere Schätzungen gehen von einem Pegelstand von 3 m und 40 Millionen Kubikmetern aus.
In der ersten Hälfte des 11. Jahrhunderts wurde der undicht gewordene östliche Baray in seiner Funktion durch ein neues Wasserreservoir, den westlichen Baray ersetzt. Heute wird die verlandete Fläche des östlichen Baray zum Reisanbau genutzt.

## Östlicher Mebon
Zur Frage, ob Yasovarman I. oder Rajendravarman II. die künstliche Insel im Baray erbauen ließ, auf welcher der Östliche Mebon steht, gibt es unterschiedliche Meinungen. In einer der sechs Bat Chum-Inschriften heißt es, Rajendravarman II. (944–968), habe seinem Minister und Architekten Kavindrarimathana die Anweisung erteilt, im Yasodharatataka eine künstliche Tempel-Insel anzulegen.
Die aus Laterit-Blöcken erbaute, künstliche Insel besitzt eine quadratische Grundfläche von 120 m Seitenlänge. Der Inselblock liegt nicht präzis im Mittelpunkt des Reservoirs, sondern etwas südlich davon. Rajendravarman II. (944–968) beauftragte seinen Minister und Architekten (den einzigen namentlich bekannten Baumeister des Khmer-Reichs) mit dem Bau des Insel-Tempels. Die Einweihung des Heiligtums fand (gemäß der sogenannten Mebon-Inschrift) 952 statt. Der Tempel ist im Pre Rup-Stil (944–968) gebaut (namengebend für den Stil war der 500 m südlich stehende, neun Jahre später (961) eingeweihte Staatstempel von Rajendravarman II.). Die zahlreichen Türstürze mit den sehr plastischen Reliefs gehören zu den schönsten des Khmer-Reiches.
Der auf vier Ebenen angelegte Shiva-Tempel wird von fünf großen Ziegeltürmen in Quincunx -Stellung gekrönt, wobei der mittlere und größte Prasat auf der vierten und die vier Ecktürme der Quincunx auf der dritten Ebene stehen. Auf der zweiten Ebene befinden sich die innere (1.) Umfassungsmauer mit vier (nicht kreuzförmigen) Toren sowie innerhalb der Mauer fünf Bibliotheken und acht kleinere Türme. Auf der ersten Ebene (d. h. auf der Insel-Plattform) stehen die äußere (2.) Umfassungsmauer mit vier großen (nach innen gerückten) kreuzförmigen Gopuras und innerhalb der Mauer zahlreiche galerie-ähnliche Gebäude. Insgesamt acht, ca. 2 m große Steinelefanten stehen in den Ecken der ersten und zweiten Ebene. Alle axial angelegten Treppen wurden von einem Löwenpaar flankiert. In der Mitte jeder Seite der Insel war eine Anlegestelle für die Boote. Obwohl der Baray heute trocken liegt, ist nur ein Teil der sockelartigen Insel zu sehen, da große Erdaufschüttungen den unteren Teil verdecken.